# بوب فيل
بوب فيل هو سياسي أسترالي، ولد في 5 أبريل 1930. انتخب عضو الجمعية التشريعية  في فيكتوريا ‏.